# Јужна Африка (регија)
У геополитици, јужна Африка је појам које користе Уједињене нације, а који означава регију на јужном делу афричког континента. Ова регија обухвата пет земаља Африке:
- Боцвана
- Лесото
- Намибија
- Јужноафричка Република
- Есватини

У ширем географском смислу, у ову регију се понекад укључују и Ангола, Замбија, Зимбабве, Малави, Мозамбик, Мадагаскар, Расејана острва, Комори, Мајот, Сејшели, Маурицијус, Реинион, као и Британска територија Индијског океана. Понекад (мада ретко) у регију се укључују и Демократска Република Конго и Танзанија.
Сама Јужноафричка Република, најразвијенија држава регије, у српском се језику најчешће назива једноставно Јужном Африком.

## Природне и географске одлике
Готово целу регију заузима Јужноафричка висораван (средња висина 900—1.200 метара) која се благо нагиње од истока према западу. Висораван је долинама три велике реке (Замбези, Лимпопо и Орање) рашчлањена на три велике целине. Оне уоквирују пространу унутрашњу котлину — басен Калахарија, у чијим се оквирима простире истоимена пустиња.
Ивице Јужноафричке висоравни стрмоглаво се спуштају ка уском приморском појасу. У јужној Африци тај неколико стотина километара дуг степеник назива се Велики одсек. Његов највиши део представљају Дракенске планине, највише планине регије. Између доњих токова Замбезија и Лимпопа лежи Мозамбичка равница, док крајњи југ регије као и целе Африке заузимају Кепске планине. 

## Становништво
У јужној Африци, укључујући и становнике Мадагаскара, живи око 135 милиона људи.
У јужној Африци, као и подсахарској Африци, преовлађују Банту народи, расцепкани у мноштво заједница и племена. Они су у јужну Африку стигли из централне Африке. Посебну пажњу привлаче староседеоци регије Сан и Хајнхојн (који не прихватају имена Бушмани и Хотентоти, како су их Европљани назвали), који имају обележја негроидне и монголоидне расе. Научници их сматрају изворним становницима Африке. На Мадагаскару већину становништва чине Малгаши, који воде порекло из Полинезије.
Осим наведених народа, у јужној Африци (западу Јужноафричке Републике, мањим делом и у Намибији, Замбији и Боцвани) живе европеидни Африканери или Бури. Они су потомци холандских колониста који су долазили почетком 17. века. Данас их широм света има 7 милиона. Говоре африканерским језиком који је заснован на холандском дијалекту, мада садржи много речи и из других европских језика.
Најређе насељене земље регије су Намибија и Боцвана, док су најгушће насељене најмање земље регије — Малави, Лесото и Есватини. Изузев Јужноафричке Републике, Зимбабвеа и Боцване, природни прираштај је двоцифрен. Ангола држи неславан рекорд по смртности одојчади, а цела регија — по броју оболелих од сиде.